# خدایان‌باغ
خدایان‌باغ (نام علمی: Theiophytalia) نام یک سرده از راسته پرنده‌کفلان است.